# Хрватска сељачка странка
Хрватска сељачка странка је хрватска парламентарна политичка странка десног центра, конзервативно демохришћански усмерена. Придружена чланица је Европске народне партије.
Основана је у доба Аустроугарске 1904, под именом Хрватска пучка сељачка странка, које 1920. године мијења у Хрватска републиканска сељачка странка, док од 1925. дјелује под данашњим именом. Најистакнутији члан, а уједно и оснивач странке је био Стјепан Радић, којег је након атентата у Народној скупштини у Београду 1928. наследио Влатко Мачек. За вријеме једнопартијског система од 1945. до 1989, када је обновљена у СФРЈ, налазила се у емиграцији.

## Историја

### Аустроугарска
Хрватску пучку сељачку странку је 22. децембра 1904. основао Антун Радић заједно са својим братом Стјепаном Радићем. Странка је први пут учествовала на изборима у Краљевини Хрватској-Славонији 1906. не освојивши ни једно посланичке место. Упркос томе, на следећим изборима је остварила успехе. На изборима 1908. странка је освојила два посланичка мандата, а на изборима 1910. и 1911. девет места. Док је Хрватска била под управом Будимпеште и Беча, ХПСС се борила за већу аутономију, сељачка права и аграрну реформу.

### Краљевина Југославија
Стјепан Радић je 1918. променио став и прешао на страну уједињења и стварања заједничке државе Срба, Хрвата и Словенаца. Међутим дистанцирао се од уједињења на централистичко-унитаристичкој основи и почетком отворио хрватско питање у Краљевини СХС.
На изборима 1920. године ХРСС је постигла изврсне резултате, освојивши 230.590 гласова и 50 мандата и тиме постала четврта најјача странка у скупштини и најјача хрватска странка.
Међутим, њени посланици су напуштали Уставотворну скупштину након што одбијају поздравити српског регента Александра као владара нове државе. Стјепан Радић и његова партија нису хтели да поштују одредбе Крфског споразума, који је закључио Југословенски одбор са Анте Трумбићем, па су говорили да је стварање СХС неважеће.
Дана 28. јуна 1921. године тесном већином донесен је на Уставотворној скупштини централистички Видовдански устав. Радићева странка је бојкотовала Уставотворну скупштину и 1. априла 1921. су усвојили непризнати устав „неутралне Сељачке Републике Хрватске“.
Након тога, 1923. године хрватски вођа Стјепан Радић креће по Паризу, Лондону и Москви, тражећи помоћ у решавању „хрватског питања“. Настојећи да придобије страну помоћ, Стјепан Радић је 1924. посетио Москву и учланио странку у Сељачку интернационалу. Крајем исте године влада Краљевине на ХРСС примењује Обзнану, забрањује њено деловање и хапси Радића. У затвору, Радић је прихватио монархију и одрекао се републиканизма. У својству председника Хрватског сељачког клуба, Павле Радић је 27. марта 1925. изјавио да ХСС прихвата Видовдански устав и династију Карађорђевића. Странка је променила име у Хрватска сељачка странка (ХСС), избацујући придев републиканска. Радић је је 1925. године, након чега се вратио у скупштину.
Са друге стране, радикали су се окренули леђа Светозару Прибићевићу као сметњи да се постигне споразум са хрватском опозицијом. Компромис радикала и ХСС изнуђен 1925. није противуречио општој оријентацији хрватске опозиције, која је тежила проналажењу заједничког језика с радикалима ради ревизије Видовданског устава, а на другој страни принуђивао је радикале на деобу власти. Ипак, савез између ХСС и радикала је већ на самом почетку био затегнут. Радић је учествовао у раду владе, али није пропуштао да је критикује њене мере супротне његовим ставовима.
Други светски рат у Европи, који је избио само неколико дана касније, трајно је одгодио извршења неких тачака споразума, укључујући ту и изборну реформу и изгласавање новог устава. Али споразум је на широком фронту допуштао Хрватима знатан степен аутономије. Између осталог, Хрватска сељачка странка ојачала је своје полувојничке организације, Сељачку заштиту у сеоским подручјима, и Грађанску заштиту у градовима. У Загребу је Грађанска заштита проглашена помоћном полицијском снагом.
Сељачко-демократско коалиција се распала у марту 1941. око питања приступања Југославије Тројном пакту. ХСС је била за приступање, док је СДС била против.

### Други светски рат и касније
Популарност странке је нагло опала са избијањем Другог светског рата и немачке инвазије на Југославију у априлу 1941. Странка се колебала којој се страни приклонити. Чланство стране је било подељено на десном крило које је симпатисало усташки покрет.
Иако се вођство ХСС-а уздржавало од употребе силе, оно је још пре рата основало паравојне формације Сељачку и Грађанску заштиту, у које су се инфилтрирали усташки симпатизери. Грађанска заштита и Сељачка заштита су биле важни фактори за усташко преузимање власти, јер су готово у целости прешли на њихову страну. Оне су првих дана по проглашењу НДХ помогле у разоружавању јединица бивше југословенске војске и у успостављању одређеног степена надзора над великим делом територија новопроглашене државе. Међутим, усташе нису имале поверења у њих, па чим су успоставили Усташку војницу, властиту страначку милицију, и преузели надзор над полицијом, део јединица Грађанске и Сељачке заштите придружили су језгру Хрватског домобранства, будућој редовној војсци НДХ, док су остале јединице у потпуности распустили.
Мачек је дао пристанак десном крилу да сарађују са НДХ, док су неки из најужег руководства странке (Иван Шубашић, Јурај Крњевић и Јурај Шутеј) били на британској страни као чланови југословенске избегличке владе. Лево крило странке се придружило партизанима. Али већина присталица ХСС је остала пасивна и неутрална током трајања рата.
Руководство ХСС је 7. септембра упутило писмо |Ивану Шубашићу у коме је напало споразум Тито—Шубашић и истакло свој план по ком је странци требало да се обезбеди руководећа улогу у будућој државној заједници, осигурати помоћ и подршку западних савезника на разбијању партизана помоћу четника, да се што шире масе увлаче у домобранске јединице, као будућу оружану снагу државе Хрватске под руководством ХСС.

## Председници странке
1. Стјепан Радић (1904–1928)
2. Влатко Мачек (1928–1964)
3. Јурај Крњевић (1964–1988)
4. Драго Стипац (1991–1994)
5. Златко Томчић (1994–2005)
6. Јосип Фришчић (2005–2012)
7. Бранко Хрг (2012–)